# Ư̆
Ư̆ (minuscule : ư̆), appelé U cornu brève, est une lettre latine utilisée dans l’écriture du jaraï.
Il s’agit de la lettre U diacritée d’une corne et d’une brève.

## Représentations informatiques
Le U cornu brève peut être représenté avec les caractères Unicode suivants : 
- précomposé (latin étendu additionnel, diacritiques) :

| formes    | représentations | chaînes de caractères | points de code | descriptions                                      |
| --------- | --------------- | --------------------- | -------------- | ------------------------------------------------- |
| majuscule | Ư̆               | Ư◌̆                    | U+01AF U+0306  | lettre majuscule latine u cornu diacritique brève |
| minuscule | ư̆               | ư◌̆                    | U+01B0 U+0306  | lettre minuscule latine u cornu diacritique brève |

- décomposé et normalisé NFD (latin de base, diacritiques) :

| formes    | représentations | chaînes de caractères | points de code       | descriptions                                                  |
| --------- | --------------- | --------------------- | -------------------- | ------------------------------------------------------------- |
| majuscule | Ư̆               | U◌̛◌̆                   | U+0055 U+031B U+0306 | lettre majuscule latine u diacritique cornu diacritique brève |
| minuscule | ư̆               | u◌̛◌̆                   | U+0075 U+031B U+0306 | lettre minuscule latine u diacritique cornu diacritique brève |